# 贵州喜鹊苣苔
贵州喜鹊苣苔（学名：Ornithoboea feddei），为苦苣苔科喜鹊苣苔属下的一个种。